# Wings of Darkness
«Wings of Darkness» es el primer sencillo de la banda finlandesa Tarot lanzado de su primer álbum Spell of Iron.

## Canciones
1. «Wings of Darkness»
2. «Back in the Fire»

- Datos: Q9096141